# Seguenzia nipponica
Seguenzia nipponica is een slakkensoort uit de familie van de Seguenziidae. De wetenschappelijke naam van de soort is voor het eerst geldig gepubliceerd in 1964 door Okutani.